# Giro d’Italia 2012
Der 95. Giro d’Italia fand vom 5. bis 27. Mai 2012 statt. Das Straßenradrennen wurde in 21 Etappen mit einer Gesamtlänge von 3504 Kilometern ausgetragen. Die Rundfahrt startete in Dänemark mit einem Einzelzeitfahren und endete in Mailand auf gleiche Weise. Nach den drei Start-Etappen in Dänemark kehrte das Rennen nach Italien zurück, wo der Weg von Verona aus an der Ostseite des Landes nach Süden führte. Der südlichste Punkt wurde auf dem achten Tagesabschnitt nach Lago di Laceno erreicht, von da an ging es an der tyrrhenischen Küste wieder nach Norden, wo in der letzten Woche die Bergetappen in den Alpen und Dolomiten auf dem Programm standen. Königsetappe mit rund 6000 hm war die vorletzte Etappe über den Mortirolo und Bergankunft auf dem Stilfser Joch. Insgesamt gab es sechs Bergankünfte.
Die Italien-Rundfahrt 2012 war die erste unter dem neuen Renndirektor Michele Acquarone, der Angelo Zomegnan abgelöst hatte.
Die dritte Etappe rund um Horsens war dem 2011 am dritten Tag der Rundfahrt verstorbenen Rennfahrer Wouter Weylandt gewidmet und trug den Namen „WW Special Day“ nach dem Spitznamen des Belgiers. Zudem soll seine Startnummer 108 beim Giro d’Italia nie mehr vergeben werden.

## Teilnehmer
Startberechtigt waren die 18 ProTeams. Zudem vergab der Veranstalter RCS vier Wildcards an Professional Continental Teams, unter anderem überraschend an die deutsche Mannschaft NetApp. Nicht eingeladen wurde Acqua e Sapone um den ehemaligen Giro-Sieger Stefano Garzelli, der bei der Italien-Rundfahrt 2012 eigentlich seine Karriere hatte beenden wollen. Jedes Team schickte neun Fahrer an den Start, womit insgesamt 198 Radprofis am Start standen. Mit dabei waren drei Deutsche, sechs Schweizer, fünf Österreicher und zwei Luxemburger.
| ProTeams AG2R La Mondiale Astana Pro Team BMC Racing Team Euskaltel-Euskadi FDJ-Big Mat Garmin-Barracuda | Orica GreenEdge Katusha Team Lampre-ISD Liquigas-Cannondale Lotto Belisol Team Movistar | Omega Pharma-Quick Step Rabobank Cycling Team RadioShack-Nissan Sky ProCycling Team Saxo Bank Vacansoleil-DCM |
| Professional Continental Teams Androni Giocattoli-Venezuela Colnago-CSF Inox                             | Farnese Vini-Selle Italia Team NetApp                                                   | |

→ Detaillierte Starterliste: Fahrerfeld 2012
In Abwesenheit des gesperrten Vorjahressiegers Alberto Contador erhielt der Vorjahreszweite Michele Scarponi zwei Tage vor dem Start der Rundfahrt offiziell das Rosa Trikot des Siegers, das er durch Contadors Sperre nachträglich zugesprochen bekommen hatte. Neben dem Mann von Lampre-ISD gilt vor allem sein Landsmann Ivan Basso (Liquigas-Cannondale), der Sieger von 2010, als der größte Favorit für den Gesamtsieg 2012. Beide Fahrer hatten im bisherigen Saisonverlauf allerdings noch kaum gute Resultate herausfahren können, sodass bei vielen Experten beim Start des Giro noch im Zweifel stand, ob sie rechtzeitig in Form kommen würden. Beide hatten mit Damiano Cunego und Sylwester Szmyd aber auch noch starke Helfer an ihrer Seite, die notfalls die Rolle der Teamkapitäne ausfüllen hätten können. Als weitere mögliche Gesamtsieger wurden der Luxemburger Fränk Schleck vom RadioShack-Nissan, der kurzfristig für seinen verletzten Mannschaftskollegen Jakob Fuglsang nachnominiert wurde, sowie Domenico Pozzovivo (Colnago-CSF Inox), im April Sieger des Giro del Trentino, gehandelt. Außenseiterchancen auf den Sieg wurden John Gadret (Ag2r La Mondiale), José Rujano (Androni Giocattoli-Venezuela) sowie Roman Kreuziger (Astana Pro Team) zugesprochen.
Für die Siege in den Massensprints auf den Flachetappen kamen im Vorfeld vor allem Weltmeister Mark Cavendish (Sky ProCycling) infrage. Neben dem Briten waren aber auch fast alle anderen Weltklassesprinter wie zum Beispiel Tyler Farrar, Matthew Goss, Theo Bos, Mark Renshaw oder Andrea Guardini am Start.
Da Stefano Garzellis Mannschaft Acqua e Sapone keine Wildcard erhalten hatte, stand der Titelverteidiger in der Bergwertung nicht am Start. Als seine möglichen Nachfolger wurden beispielsweise Emanuele Sella oder José Serpa (beide Androni Giocattoli-Venezuela) gehandelt, einen eindeutigen Favoriten in dieser Sonderwertung ga es aber nicht. Erstmals war das Trikot des Führenden in der Bergwertung in diesem Jahr nicht mehr grün, sondern auf Wunsch des Sponsors in der Farbe Blau gehalten.

## Etappen
| Etappe | Tag         | Start – Ziel                               | Typ               | km    | Etappensieger                | Gesamtwertung        |
| ------ | ----------- | ------------------------------------------ | ----------------- | ----- | ---------------------------- | -------------------- |
| 01.    | Sa, 05. Mai | Herning (Dänemark) EZF                     |                   | 08,7  | Taylor Phinney (BMC)         | Taylor Phinney       |
| 02.    | So, 06. Mai | Herning – Herning (Dänemark)               | Flachetappe       | 206   | Mark Cavendish (SKY)         | Taylor Phinney       |
| 03.    | Mo, 07. Mai | Horsens – Horsens (Dänemark)               | Flachetappe       | 190   | Matthew Goss (OGE)           | Taylor Phinney       |
| R      | Di, 08. Mai | 1. Ruhetag                                 | Ruhetag           |       |                              | Taylor Phinney       |
| 04.    | Mi, 09. Mai | Verona – Verona MZF                        |                   | 033,2 | Garmin-Barracuda             | Ramūnas Navardauskas |
| 05.    | Do, 10. Mai | Modena – Fano                              | Flachetappe       | 209   | Mark Cavendish (SKY)         | Ramūnas Navardauskas |
| 06.    | Fr, 11. Mai | Urbino – Porto Sant’Elpidio                | Bergetappe        | 210   | Miguel Ángel Rubiano (AND)   | Adriano Malori       |
| 07.    | Sa, 12. Mai | Recanati – Rocca di Cambio                 | Bergetappe        | 205   | Paolo Tiralongo (AST)        | Ryder Hesjedal       |
| 08.    | So, 13. Mai | Sulmona – Lago di Laceno                   | Bergetappe        | 229   | Domenico Pozzovivo (COG)     | Ryder Hesjedal       |
| 09.    | Mo, 14. Mai | San Giorgio del Sannio – Frosinone         | Flachetappe       | 166   | Francisco José Ventoso (MOV) | Ryder Hesjedal       |
| 10.    | Di, 15. Mai | Civitavecchia – Assisi                     | Bergetappe        | 186   | Joaquim Rodríguez (KAT)      | Joaquim Rodríguez    |
| 11.    | Mi, 16. Mai | Assisi – Montecatini Terme                 | Flachetappe       | 255   | Roberto Ferrari (AND)        | Joaquim Rodríguez    |
| 12.    | Do, 17. Mai | Seravezza – Sestri Levante                 | Bergetappe        | 155   | Lars Bak (LTB)               | Joaquim Rodríguez    |
| 13.    | Fr, 18. Mai | Savona – Cervere                           | Flachetappe       | 121   | Mark Cavendish (SKY)         | Joaquim Rodríguez    |
| 14.    | Sa, 19. Mai | Cherasco – Cervinia                        | Hochgebirgsetappe | 206   | Andrey Amador (MOV)          | Ryder Hesjedal       |
| 15.    | So, 20. Mai | Busto Arsizio – Lecco / Pian dei Resinelli | Hochgebirgsetappe | 169   | Matteo Rabottini (FAR)       | Joaquim Rodríguez    |
| R      | Mo, 21. Mai | 2. Ruhetag                                 | Ruhetag           |       |                              | Joaquim Rodríguez    |
| 16.    | Di, 22. Mai | Limone sul Garda – Pfalzen                 | Bergetappe        | 173   | Jon Izaguirre (EUS)          | Joaquim Rodríguez    |
| 17.    | Mi, 23. Mai | Pfalzen – Cortina d’Ampezzo                | Hochgebirgsetappe | 186   | Joaquim Rodríguez (KAT)      | Joaquim Rodríguez    |
| 18.    | Do, 24. Mai | San Vito di Cadore – Vedelago              | Flachetappe       | 149   | Andrea Guardini (FAR)        | Joaquim Rodríguez    |
| 19.    | Fr, 25. Mai | Treviso – Alpe di Pampeago                 | Hochgebirgsetappe | 198   | Roman Kreuziger (AST)        | Joaquim Rodríguez    |
| 20.    | Sa, 26. Mai | Caldes / Val di Sole – Stilfser Joch       | Hochgebirgsetappe | 219   | Thomas De Gendt (VCD)        | Joaquim Rodríguez    |
| 21.    | So, 27. Mai | Mailand EZF                                |                   | 030,1 | Marco Pinotti (BMC)          | Ryder Hesjedal       |

## Wertungen im Rennverlauf
Die Tabelle zeigt die Führenden der jeweiligen Gesamtwertung nach Abschluss der Etappe an.
| Etappe | Gesamtwertung        | Punktewertung     | Bergwertung          | Nachwuchswertung     | Trofeo Fast Team Mannschaftswertung |
| ------ | -------------------- | ----------------- | -------------------- | -------------------- | ----------------------------------- |
| 01.    | Taylor Phinney       | Taylor Phinney    | nicht vergeben       | Taylor Phinney       | Garmin-Barracuda                    |
| 02.    | Taylor Phinney       | Mark Cavendish    | Alfredo Balloni      | Taylor Phinney       | Garmin-Barracuda                    |
| 03.    | Taylor Phinney       | Matthew Goss      | Alfredo Balloni      | Taylor Phinney       | Garmin-Barracuda                    |
| 04.    | Ramūnas Navardauskas | Matthew Goss      | Alfredo Balloni      | Ramūnas Navardauskas | Garmin-Barracuda                    |
| 05.    | Ramūnas Navardauskas | Matthew Goss      | Alfredo Balloni      | Ramūnas Navardauskas | Garmin-Barracuda                    |
| 06.    | Adriano Malori       | Matthew Goss      | Miguel Ángel Rubiano | Adriano Malori       | Garmin-Barracuda                    |
| 07.    | Ryder Hesjedal       | Matthew Goss      | Miguel Ángel Rubiano | Peter Stetina        | Garmin-Barracuda                    |
| 08.    | Ryder Hesjedal       | Matthew Goss      | Miguel Ángel Rubiano | Damiano Caruso       | Liquigas-Cannondale                 |
| 09.    | Ryder Hesjedal       | Matthew Goss      | Miguel Ángel Rubiano | Damiano Caruso       | Liquigas-Cannondale                 |
| 10.    | Joaquim Rodríguez    | Matthew Goss      | Miguel Ángel Rubiano | Damiano Caruso       | Liquigas-Cannondale                 |
| 11.    | Joaquim Rodríguez    | Mark Cavendish    | Miguel Ángel Rubiano | Damiano Caruso       | Liquigas-Cannondale                 |
| 12.    | Joaquim Rodríguez    | Mark Cavendish    | Michał Gołaś         | Damiano Caruso       | Movistar                            |
| 13.    | Joaquim Rodríguez    | Mark Cavendish    | Michał Gołaś         | Damiano Caruso       | Movistar                            |
| 14.    | Ryder Hesjedal       | Mark Cavendish    | Michał Gołaś         | Rigoberto Urán       | Movistar                            |
| 15.    | Joaquim Rodríguez    | Mark Cavendish    | Matteo Rabottini     | Sergio Henao         | Movistar                            |
| 16.    | Joaquim Rodríguez    | Mark Cavendish    | Matteo Rabottini     | Sergio Henao         | Movistar                            |
| 17.    | Joaquim Rodríguez    | Mark Cavendish    | Matteo Rabottini     | Rigoberto Urán       | Movistar                            |
| 18.    | Joaquim Rodríguez    | Mark Cavendish    | Matteo Rabottini     | Rigoberto Urán       | Movistar                            |
| 19.    | Joaquim Rodríguez    | Mark Cavendish    | Matteo Rabottini     | Rigoberto Urán       | Movistar                            |
| 20.    | Joaquim Rodríguez    | Joaquim Rodríguez | Matteo Rabottini     | Rigoberto Urán       | Lampre-ISD                          |
| 21.    | Ryder Hesjedal       | Joaquim Rodríguez | Matteo Rabottini     | Rigoberto Urán       | Lampre-ISD                          |

## Berichterstattung in Deutschland
Bereits zum zweiten Mal erschien im Vorfeld des Giro ein deutschsprachiges Programmheft, das der Veranstalter in Kooperation mit der Fachzeitschrift Procycling erstellte. Der Fernsehsender Eurosport übertrug jeden Nachmittag mehrere Stunden live von den Etappen und sendete verkürzte Wiederholungen von diesen.